# Roberto Ronconi
Roberto Ronconi (Forlì, 30 aprile 1928 – 27 settembre 2021) è stato un calciatore italiano, di ruolo attaccante.

## Carriera
Nella stagione 1943-1944 gioca 2 partite in Divisione Nazionale con la maglia del Forlì. Al termine della seconda guerra mondiale, nell'estate del 1945 gioca in un campionato non ufficiale con la Caiossi, formazione di un quartiere di Forlì.
Nell'estate del 1946 Ronconi, all'età di 18 anni, si trasferisce al Varese, formazione di Serie B, con cui nel corso della stagione 1946-1947 realizza 5 reti in 15 presenze nel campionato cadetto. Nella stagione 1947-1948, riconfermato, totalizza invece 32 presenze e 4 reti, sempre nel campionato di Serie B. Nella stagione 1948-1949 ha realizzato 2 reti in 21 presenze con il Forlì nel campionato di Promozione, la massima serie dilettantistica dell'epoca.